# Nil le Myroblyte
Nil le Myroblyte (en grec : Νείλος ο Μυροβλύτης), mort en 1651 est un vénérable de l'Église orthodoxe.